# Konflikt międzynarodowy
Konflikt międzynarodowy – sytuacja, w której uczestnicy stosunków międzynarodowych swoimi działaniami dążą do osiągnięcia wzajemnie wykluczających się celów. 
Konflikt ma miejsce wówczas, gdy między dwoma lub większą liczbą podmiotów występują sprzeczności wynikające z różnicy interesów. Konflikt międzynarodowy na ogół poprzedza narastająca sprzeczność interesów i antagonizm. W zależności od sytuacji i eskalacji napięcia przedmiot konfliktu może pojawiać się zarówno stopniowo, jak i gwałtownie. Dochodzi do niego wówczas, gdy strony podejmują działania polityczne, ekonomiczne bądź militarne w celu narzucenia swoich racji. Ważną rolę w tym procesie odgrywa zachowanie stron konfliktu, ponieważ biorąc pod uwagę to kryterium, możemy dokonać podziału na konflikty słowne, w postaci protestu, sprzeciwu, groźby oraz akcje konfliktowe, które mogą się przejawiać w postaci zerwania stosunków dyplomatycznych, demonstracji siły bądź bezpośredniego jej użycia.

## Fazy konfliktu
Konflikt przybiera różne fazy – etapy w różnych okresach czasu. Często określa się je terminem cyklu konfliktu. Cykl taki można przedstawić w następujący sposób:
Etap I – powstanie konfliktu. Na tym etapie pojawia się stan niezadowolenia. Jedna ze stron odczuwa, że druga strona przeszkadza jej w realizacji celów. Najczęściej sytuacje konfliktogenne pojawiają się wtedy, kiedy występuje niezgodność celów i wspólnota zasobów. Jeżeli oba te czynniki występują równocześnie wówczas ryzyko jego zaistnienia jest większe. Natomiast najmniejsze możliwości wystąpienia konfliktów są w sytuacji kiedy cele i zasoby nie są powiązane z działaniem w analizowanej organizacji.
Etap II – wybuch konfliktu. U ludzi, którzy są w stanie silnego wzburzenia występuje zjawisko które można nazwać sytuacją „kropli wody”. W pewnym momencie postępująca frustracja i niezadowolenie powoduje otwarty wybuch konfliktu. Strony konfliktu lub jedna ze stron zmienia swoje zachowania. Przejawia się ona między innymi w: narastającą chęć niszczenia lub zniszczenia przeciwnika, przekonanie o słuszności swojej sprawy, a jeżeli ktoś wyraża odmienne przekonanie to podejrzewa się jego o przekupstwo, chęć zrobienia kariery lub głupotę.
W fazie wybuchu konfliktu jest już za późno na wycofanie się. Konfliktem już trzeba kierować, ponieważ niekontrolowany konflikt jest bardzo groźny dla organizacji.
Etap III – przebieg konfliktu. Etap ten trwa najdłużej i jest zasadniczym elementem cyklu konfliktu. Przebiega on w różny sposób. Konflikt zbrojny w miarę narastania może się zaostrzyć. To, co początkowo było tylko różnicę zdań może spowodować przejście do walki. W jego trakcie podnosi się nowe sprawy, które często nie są związane z przyczyną konfliktu.
Etap IV – wynik konfliktu. Rezultat konfliktu to zazwyczaj korzyści dla wygrywających, ponieważ umacnia ich pozycje. Pokonani są natomiast sfrustrowani. Bywa też, że wzajemnie się oskarżają, kto ponosi winę za porażkę. Niekiedy też wynikiem konfliktu jest następny konflikt. wtedy przedstawiony cykl powtarza się.